# Gomtu
Gomtu est une ville située dans le district de Samtse, au Bhoutan.

## Démographie
En 2005 sa population était d'environ 4 524 habitants.